# Franz Kirchheimer

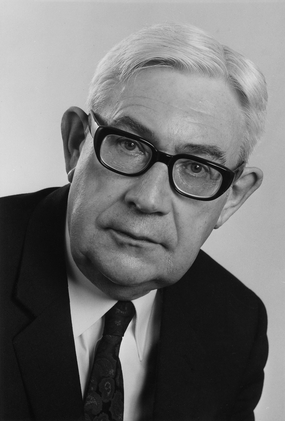
Franz Kirchheimer

Franz Waldemar Kirchheimer (* 1. Juli 1911 in Müllheim; † 17. Juni 1984 in Freiburg im Breisgau) war ein deutscher Geologe und Paläontologe. Sein offizielles botanisches Autorenkürzel lautet „Kirchh.“.

## Leben
Nach dem Studium an der Georg-August-Universität Göttingen promovierte Franz Kirchheimer 1933 über ein botanisches Thema. Aus politischen Gründen wurde er jedoch noch im gleichen Jahr aus dem Hochschuldienst entfernt, ebenso wurde seine 1935 vorgelegte Habilitationsschrift über Pflanzenreste in deutschen Braunkohlen von der Universität Köln nicht anerkannt. Bis zum Kriegsende 1945 arbeitete Kirchheimer überwiegend in der Kohlenkunde  und veröffentlichte 90 Beiträge zu paläobotanischen Themen. In der Folgezeit verlieh ihm die Universität Gießen den Titel ordentlicher Professor, die Universitäten Freiburg, Heidelberg und Stuttgart ernannten ihn zum Honorarprofessor.
Von 1947 bis 1952 war er Direktor der Badischen Geologischen Landesanstalt und bis 1975 Präsident deren Nachfolgebehörde, des Geologischen Landesamtes Baden-Württemberg. Während dieser Zeit wurden insbesondere die Gold- und Uranerzerkundung in Baden-Württemberg weitere Interessensschwerpunkte, auch war er als Numismatiker sehr aktiv, wobei er sich auf Bergbau- und Flussgoldgepräge Südwestdeutschlands konzentrierte.
Auf Anregung von Kirchheimer wurde um das Hauptgebäude des Geologischen Landesamts in Freiburg eine Sammlung von exotischen Bäumen und Sträuchern, das sog. Kirchheimer Arboretum angelegt, als das Gebäude in der Albertstraße 5 im Jahr 1957 bezogen wurde.
Er schrieb auch eine Geschichte der Vorgeschichte des Geologischen Landesamts im 19. Jahrhundert.
Von 1975 bis 1979 war Kirchheimer Professor an der Ruprecht-Karls-Universität in Heidelberg.

## Ehrungen und Mitgliedschaften
1957 wurde Kirchheimer zum Mitglied der Leopoldina sowie der Royal Botanical Society of Edinburgh berufen. Seit 1960 war er ordentliches Mitglied der naturwissenschaftlich-mathematischen Sektion der Heidelberger Akademie der Wissenschaften, seit 1966 korrespondierendes Mitglied der Österreichischen Akademie der Wissenschaften sowie seit 1974 korrespondierendes Mitglied der Senckenbergischen Naturforschenden Gesellschaft. Kirchheimer wurde 1973 die Ehrenmitgliedschaft der Deutschen Geologischen Gesellschaft und 1976 des Oberrheinischen Geologischen Vereins angetragen.
Da Kirchheimer auch Numismatiker war, wurde er 1971 mit der Ausgabe einer Medaille zum 60. Geburtstag geehrt. Die Vorderseite hat die Inschrift ZUM 60. GEBURTSTAG. Auf der Rückseite ist das Gebäude der Staatlichen Münzprägestätte in Stuttgart abgebildet.
Nach Franz Kirchheimer ist ein Mineral der Uranglimmerserie, Kirchheimerit bzw. Metakirchheimerit, benannt.

## Schriften
- Grundzüge einer Pflanzenkunde der deutschen Braunkohlen. Knapp, Halle (Saale) 1937 (Digitalisat)